# Cephaloplectus
Genre
Cephaloplectus est un genre de coléoptères de la famille des Ptiliidae.

## Liste d'espèces
Selon Catalogue of Life (27 février 2021) :
- Cephaloplectus argentinus Bruch, 1926
- Cephaloplectus flavus Mann, 1926
- Cephaloplectus godmani Sharp, 1883
- Cephaloplectus mus Mann, 1926
- Cephaloplectus trilobitoides Mann, 1926